# Leptorhynchos
Leptorhynchos es un género de plantas con flores perteneciente a la familia de las asteráceas. Comprende 28 especies descritas y de estas, solo 11 aceptadas. Es originario de Australia.

## Taxonomía
El género fue descrito por Christian Friedrich Lessing y publicado en Synopsis Generum Compositarum 273. 1832. La especie tipo no ha sido asignada.
Etimología
Leptorhynchos: nombre genérico que proviene del griego leptos = "delgado"; y rhynkhos = "hocico, pico": alusivos a los aquenios de pico.

## Especies
A continuación se brinda un listado de las especies del género Leptorhynchos aceptadas hasta agosto de 2012, ordenadas alfabéticamente. Para cada una se indica el nombre binomial seguido del autor, abreviado según las convenciones y usos.
- Leptorhynchos baileyi F.Muell.
- Leptorhynchos elongatus DC.
- Leptorhynchos melanocarpus Paul G.Wilson
- Leptorhynchos nitidulus DC.
- Leptorhynchos orientalis Paul G.Wilson
- Leptorhynchos pulchellus Sond.
- Leptorhynchos scaber (Benth.) Haegi
- Leptorhynchos squamatus (Labill.) Less.
- Leptorhynchos tenuifolius F.Muell.
- Leptorhynchos tetrachaetus (Schltdl.) J.M.Black
- Leptorhynchos waitzia Sond.